# Ensovibep
Ensovibep (MP0420) ist ein experimenteller Arzneistoff, der zur Behandlung von COVID-19 entwickelt wird. Es handelt sich um ein Fusionsprotein aus der Gruppe der DARPins. 

## Eigenschaften

Schematische Darstellung des DARPins Ensovibep

Ensovibep ist ein DARPin (Designed Ankyrin Repeat Protein), ein künstliches, multispezifisches Protein. Es besteht aus fünf kovalent verknüpften DARPin-Domänen. Drei von ihnen (R1, R2 und R3) binden an die Rezeptor-bindende Domäne (RBD) des SARS-CoV-2-Spike-Proteins. Die beiden anderen (H1 und H2) binden an humanes Serumalbumin (HSA), wodurch die systemische Halbwertszeit des Wirkstoffs verlängert wird.
In-vitro-Tests haben eine hohe Neutralisationsaktivität von Ensovibep gegen alle bekannten SARS-CoV-2-Varianten gezeigt, einschließlich der besorgniserregenden Varianten Delta und Omikron.
Hergestellt wird das Protein rekombinant in Zellen von Escherichia coli.

## Entwicklung
Nach Angaben von Novartis, die das Mittel in Zusammenarbeit mit dem Schweizer Unternehmen Molecular Partners entwickelt, habe Ensovibep in der doppelblinden, randomisierten Phase-2-Studie EMPATHY (Teil A) mit 407 Covid-19-Patienten positive Ergebnisse gezeigt. Die Patienten erhielten eine einmalige Infusion mit Ensovibep (75, 225 oder 600 mg) oder Placebo. Wie die Firma mitteilte, wurde der primäre Endpunkt, eine signifikante Reduktion der Viruslast über acht Tage, bei allen drei Dosierungen erreicht.
Im Februar 2022 beantragte Novartis bei der amerikanischen Arzneimittelbehörde FDA eine Notfallzulassung.